# Atabəy
Atabəy è un comune dell'Azerbaigian situato nel distretto di Şəmkir.